# جوردن بال
جوردن بال (بالإنجليزية: Jordan Ball)‏ (12 سبتمبر 1993 في المملكة المتحدة - ) هو لاعب كرة قدم بريطاني في مركز الهجوم. لعب مع نادي دونكاستر روفرز وBelper Town F.C. ‏ وMickleover F.C. ‏ وRainworth Miners Welfare F.C. ‏ وإف سي هاليفاكس تاون وÅnge IF ‏.

## وصلات خارجية
- جوردن بال على موقع قاعدة بيانات كرة القدم.إي يو (الإنجليزية)
- جوردن بال على موقع Soccerbase.com (لاعب) (الإنجليزية)